# بخش پیرن

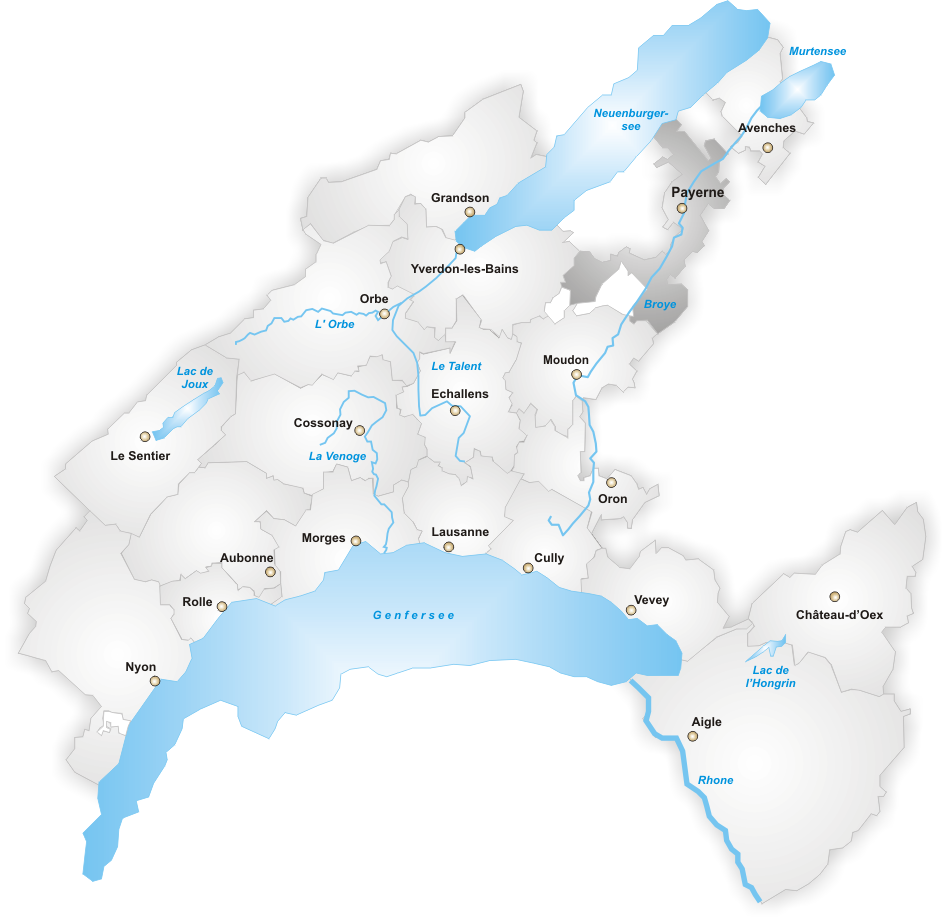
نمایی از بخش پیرن، یکی از بخشهای ایالت وو - ۲۰۰۵

بخش پیرن یکی از بخشهای ایالت وو در کشور سوئیس است.